# أكاسيو دا سيلفا
أكاسيو دا سيلفا (بالبرتغالية: Acácio da Silva‏) ولد بتاريخ 2 يناير 1961 في البرتغال، هو دراج برتغالي سابق.

## سجل النتائج

### سباقات أو مراحل فاز بها
- طواف فرنسا
- طواف سويسرا
- طواف إيطاليا

## وصلات خارجية
- الموقع الرسمي